# Giovanni Battista Borghi
Giovanni Battista Borghi (Camerino 25 août 1738 - Loreto, le 25 février 1796) est un compositeur italien.

## Biographie
Il a reçu sa formation musicale de 1757 à 1759 au Conservatoire de la Pietà dei Turchini à Naples. Ensuite, il a servi comme maître de chapelle du 13 septembre, 1759 au 15 janvier 1778 à la Cathédrale d'Orvieto et de 1778 jusqu'à sa mort à la Sainte Maison de Lorette, succédant au théoricien et compositeur Andrea Basili (it). À partir de 1759, il a été fréquemment en déplacement, pour représenter ses œuvres à Venise, Florence, Rome et d'autres villes italiennes (il n'est pas certain qu'il ait également séjourné à Vienne et en Russie).
Durant les 15 premières années de son activité de compositeur, Borghi a écrit un nombre égal d'opéras-comiques (farse et intermezzi)) et d'opere serie (drammi per musica), tandis qu'après 1777, il s'est occupé exclusivement d'opera seria. Ses opéras, en particulier ceux des années 70, se caractérisent par de très longues arias, des troisième actes courts avec des cavatines, de longs ballets et des trios et des duos qui concluent les premiers et seconds actes. Cependant, les œuvres composées dans les années 90, présentent plusieurs changements : l'introduction devient une partie de l'œuvre elle-même, des récitatifs accompagnés plus longs et le chœur occupe une place de plus en plus grande. Ses opéras-comiques, cependant, commencent avec des introductions statiques, donnent lieu à une succession de récitatifs et d'arias et se terminent par un final avec un nombre croissant de parties.
Borghi est un représentant typique du XVIIIe siècle et son style, grâce à sa clarté et de légèreté, a été très apprécié par ses contemporains.

## Œuvres

### Opéras

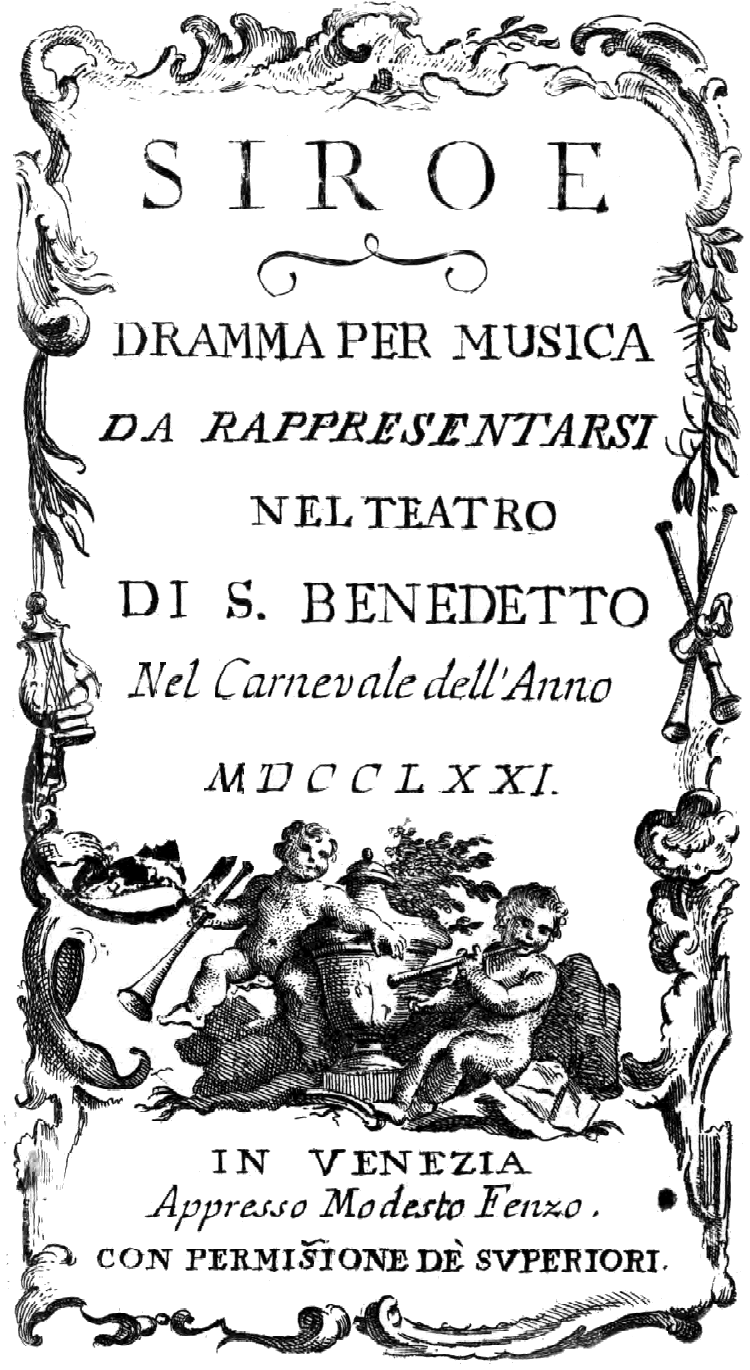
Livret de Siroe (1771)

Liste des 24 opéras de G.B. Borghi: l'année et la ville font référence à la première représentation.
- Adriano in Siria (opera seria, livret de Pietro Metastasio, 1759, Turin)
- Il tutore deluso (intermezzo, livret de A. Gatta, 1762, Lucques)
- Le nozze disturbate (farsetta, livret de A. Gatta, 1762, Florence)
- Merope (dramma per musica, livret de Apostolo Zeno, 1768, Rome)
- Alessandro in Armenia (dramma per musica, livret de C. Doriano, 1768, Venise)
- La schiava amorosa (farsetta, livret de Marcello Bernardini, 1770, Rome)
- L'amore in campagna (Le villanelle innamorate) (farsetta, livret de Pietro Chiari, 1771, Rome)
- Siroe (dramma per musica, livret de Pietro Metastasio, 1771, Venise)
- Le avventure di Laurina (intermezzo, 1772, Rome)
- Il trionfo di Clelia (dramma per musica, livret de Pietro Metastasio, 1773, Naples)
- Ricimero (dramma per musica, livret de Francesco Silvani, 1773, Venise)
- Il filosofo amante (farsetta, 1774, Rome)
- Artaserse (dramma per musica, livret de Pietro Metastasio, 1775, Venise) au Teatro San Benedetto avec Giacomo David
- La donna instabile (dramma giocoso, livret de Giovanni Bertati, 1776, Venise)
- Gli tre pretendenti (dramma giocoso, livret de Giovanni Bertati, 1777, Bologne)
- Creso, re di Lidia (dramma per musica, livret de Giovacchino Pizzi, 1777, Florence)
- Eumene (opera seria, livret de Apostolo Zeno, 1777, Venise) au Teatro San Benedetto avec Giacomo David
- Tito Manlio (dramma per musica, livret de Gaetano Roccaforte, 1780, Rome)
- Quinto Fabio (dramma per musica, basé sur le livret Lucio Papirio dittatore d'Apostolo Zeno, 1781, Florence)
- Arbace (dramma per musica, livret de Gaetano Sertor, 1782, Venise)
- Piramo e Tisbe (dramma per musica, livret de Gaetano Sertor, 1783, Florence)
- Olimpiade (opera seria, livret de Pietro Metastasio, 1784, Modène)
- La morte di Semiramide (tragedia, livret de Simeone Antonio Sografi (it), d'après Pietro Giovannini, 1791, Milan)
- Egilina (opera seria, livret de Angelo Anelli, 1793, Milan)

## Source de la traduction
- (it) Cet article est partiellement ou en totalité issu de l’article de Wikipédia en italien intitulé « Giovanni Battista Borghi » (voir la liste des auteurs).